# Jiro Takeda
Jiro Takeda (Ehime, 18 september 1972) is een voormalig Japans voetballer.

## Carrière
Jiro Takeda speelde tussen 1991 en 2001 voor Cerezo Osaka en Vissel Kobe.